# Norman Boyd Kinnear
Sir Norman Boyd Kinnear (Edimburgo, 11 agosto 1882 – Londra, 11 agosto 1957) è stato uno zoologo britannico.
Figlio di un architetto di Edimburgo, lavorò come volontario presso il Museo reale di Scozia dal 1905 al 1907. Su raccomandazione di William Eagle Clarke (1853-1938), divenne conservatore del museo della Bombay Natural History Society, incarico che occupò dal 1907 al 1919, e fu assistente redattore del giornale della Società. Nel 1920 divenne assistente al dipartimento di zoologia del Natural History Museum di Londra, poi conservatore di zoologia nel 1945 e infine direttore del museo nell'agosto 1947. Si ritirò il 30 aprile 1950 e venne nominato baronetto nel giugno dello stesso anno.
Kinnear presiedette la British Ornithologists' Union dal 1943 al 1948. Fu inoltre nel consiglio di amministrazione del National Trust e della Società zoologica di Londra. Fu uno dei fondatori della Society for History of Natural History. Suoi campi di interesse furono soprattutto la mammologia e l'ornitologia.